# Die Schaubühne als eine moralische Anstalt betrachtet
Unter dem Titel Die Schaubühne als eine moralische Anstalt betrachtet wurde eine Rede Friedrich Schillers veröffentlicht, die er am 26. Juni 1784 vor der kurpfälzischen Deutschen Gesellschaft gehalten hatte. Die Leitfrage lautete: „Was kann eine gute stehende Schaubühne eigentlich bewirken?“

## Umstände und Absicht
Schiller war im Januar 1784 in die kurpfälzische Deutsche Gesellschaft aufgenommen worden, eine Sprachgesellschaft, deren Mitglieder sich um Verbesserung der Sitten und Reinigung der deutschen Sprache bemühten. Schillers Stellung am Mannheimer Theater begann im Sommer 1784 immer zweifelhafter zu werden. Mit seiner Rede hoffte er, sich für die freigewordene Stelle als Sekretär dieser Gesellschaft zu empfehlen. Das damit verbundene Salär hätte seine Existenz als freier Theaterautor materiell stützen können. Die Mitglieder der Gesellschaft betrachteten Theater damals hauptsächlich als Ort für Unterhaltung und „Kurzweil“. Mit seiner Rede wollte Schiller darauf aufmerksam machen, dass Theater auch auf sittliche Einstellungen der Besucher intellektuell, moralisch und emotional einwirkt.

## Inhalt
In seiner Rede stellt Schiller zu diesem Zweck übergeordnete Behauptungen auf: Eine Schaubühne ist "eine moralische Anstalt" und eine "Schule praktischer Weisheit", welche "Gericht hält", ist "Wegweiser durch das bürgerliche Leben" und "unfehlbarer Schlüssel zu den geheimsten Zugängen der menschlichen Seele".
Zentral sind drei davon:
- Eine Schaubühne ist eine moralische Anstalt und eine Schule praktischer Weisheit.
 Der sittliche Einfluss der Bühne erzieht und belehrt den Menschen durch die Vorführung der mannigfaltigen menschlichen Tugenden, Torheiten, Leiden und Laster, sie „schützt sein Herz gegen Schwächen“ und belohnt ihn „mit einem herrlichen Zuwachs an Mut und Erfahrung“, „Menschlichkeit und Duldung“.
- Eine Schaubühne ist eine gesellschaftspolitische Anstalt und Instrument der Aufklärung.
 Neben ihrer Funktion der sittlichen Bildung der Menschen ist die Schaubühne auch Werkzeug „höherer Pläne“. Sie ist der „gemeinschaftliche Kanal, in welchen von dem denkenden Teil des Volks das Licht der Weisheit herunterströmt“, von ihrer Kanzel aus ließen sich „die Meinungen der Nation über Regierung und Regenten zurechtweisen“. „Weil sie das ganze Gebiet des menschlichen Lebens durchwandert, alle Situationen des Lebens erschöpft und in alle Winkel des Herzens hinunterleuchtet; weil sie alle Stände und Klassen in sich vereinigt“, könnte die Schaubühne die Länder des Reiches zu einer (Kultur-)Nation vereinigen.
- Eine Schaubühne ist eine ästhetische Anstalt.
 Da die menschliche Natur es nicht erträgt „ununterbrochen auf der Folter der Geschäfte zu liegen“, verlangt sie, „gleich unfähig länger im Zustande des Tieres fortzudauern als die feineren Arbeiten des Verstandes fortzusetzen“, nach einem mittleren Zustand, der die tierische mit der geistigen Natur verbindet und „den wechselweisen Übergang eines Zustandes in den anderen“ erleichtert. Diesen Nutzen leistet nun der ästhetische Sinn für das Schöne im Allgemeinen und die Schaubühne im Besonderen.

Sie ist es, die „jeder Seelenkraft Nahrung gibt, ohne eine einzige zu überspannen, [die] die Bildung des Verstandes und des Herzens mit der edelsten Unterhaltung vereinigt“ und die Menschen „durch eine allwebende Sympathie verbrüdert, in ein Geschlecht wieder auflöst“. Sie ist es, die den Menschen fühlen lässt, wie es ist „ein Mensch zu sein“.

## Kritik
Schillers Hang zum Vergrößern, seine Neigung zur Übertreibung, zur Abschweifung in ein fernes Ideal lässt erkennen, wie sehr dem jungen Dramatiker daran gelegen war, die Herren der Gesellschaft für das Theater zu gewinnen. Rüdiger Safranski äußert in diesem Zusammenhang:

„Schiller empfiehlt den seriösen Herren von der „Deutschen Gesellschaft“ die Kunst als ultimative Lockerungsübung; sie sollen, so spricht er sie mit einer enthusiastischen Schlusswendung an, „jede Fessel der Künstelei und der Mode“ abwerfen, sich dem Drang des alltäglichen Geschicks entwinden und spüren, wie sie im Spiel durch eine „allwebende Sympathie verbrüdert“ sind. Es fehlt nur noch, dass er sie auffordert vorzutreten, sich an den Händen zu fassen und den großen Reigen zu tanzen.“

Seine Zuhörer ließen sich von der enthusiastischen Rede Schillers allerdings wenig beeindrucken. Es kam zu keiner Zusammenarbeit der Gesellschaft mit dem Mannheimer Theater. Ebenso wenig wurde Schiller eine Sekretärenstelle angeboten.